# Elisabeth Pall
Elisabeth Pall, detta Lisi (Bischofshofen, 15 febbraio 1951), è un'ex sciatrice alpina austriaca.
Sorella minore di Olga Pall, ha avuto una breve carriera di sciatrice alpina, che l'ha portata a gareggiare ai giochi olimpici di Grenoble 1968, valevoli anche come campionati mondiali, dove fu ventisettesima nello slalom gigante.
In Coppa del mondo vanta un nono posto in discesa libera a Bad Gastein, nell'edizione del 1968.